# 工藤章 (レスリング)
工藤 章（くどう あきら、1954年1月1日 - ）は、岩手県宮古市出身の元レスリング選手でのちに専修大学レスリング部総監督。1976年モントリオールオリンピックレスリング男子フリースタイル48kg級。専修大学卒業。